# Гилан-э-Герб
Гила́н-э-Герб, или Гила́н (перс. گيلانغرب‎) — город на западе Ирана, в провинции Керманшах. Административный центр шахрестана Гилан-э-Герб.
На 2006 год население составляло 19 431 человека; в национальном составе преобладают курды, в конфессиональном — мусульмане-шииты.

## География
Город находится на юго-западе Керманшаха, в горной местности западного Загроса, на высоте 816 метров над уровнем моря.
Гилан-э-Герб расположен на расстоянии приблизительно 105 километров к западу от Керманшаха, административного центра провинции и на расстоянии 515 километров к юго-западу от Тегерана, столицы страны.